# أق صحرا
أق‌ صحرا (بالفارسية: آق‌صحرا) هي قرية تقع في قسم بيزكي الريفي (مقاطعة تشناران) في إيران.